# Bitka pri Kumanovem
Bitka pri Kumanovem je ena izmed bitk v prvi balkanski vojni. Potekala je med 23. in 24. oktobrom 1912 v okolici Kumanovega med vojskama Kraljevine Srbije in Osmanskega cesarstva.
Načelnik štaba Vrhovne komande srbske vojske general Radomir Putnik in njegov pomočnik polkovnik Živojin Mišić sta predvidevala, da bi se lahko spopad med vojskama odvil na Ovčjem polju, strateško pomembni kotlini v bližini Skopja. Srbska prva armada se je zato morala v najkrajšem času prebiti v njeno bližino, da bi tako preprečila zbiranje osmanskih enot. Ker so čakali še prihod tretje srbske armade, so se pomikali na položajih severno od Kumanovega. 
Osmanske enote (vardarska armada) pa so sočasno dobile ukaz, naj prodirajočo se srbsko vojsko zadržijo čimdlje od Ovčjega polja. Osmani so tam hoteli izvesti usoden napad na srbske sile. Ker obe strani nista izvajali opazovanja, nista veliko vedeli o položaju nasprotnih enot. Zato je prva srbska armada 23. oktobra v meglenem jutru naključno naletela na osmansko vardarsko armado. V nenadni, nepričakovani bitki brez vojaške strategije so se bolje znašle srbske sile, ki so bile tudi v številčni prednosti. Odbile so osmanske sile in prešle v protinapad. Osmanske enote so se bile prisiljene v neredu (veliko je bilo tudi dezerterstva) umikati proti jugu. 

## Izid bitke
Srbska vojska je pričela prodirati globlje na do tedaj turško ozemlje. 26. oktobra 1912 so vkorakali v Skopje, tretja armada je preko Metohije in severne Albanije krenila do Jadranskega morja, prva armada pa je prodirala proti Bitoli. 
Vardarska Makedonija in Kosovo sta po končani prvi balkanski vojni pripadli Kraljevini Srbiji.